# Моравін (Каліський повіт)
Моравін (пол. Morawin) — село в Польщі, у гміні Гміна Цекув-Кольонія Каліського повіту Великопольського воєводства.
Населення — 499 осіб (2011).
У 1975-1998 роках село належало до Каліського воєводства.

## Демографія
Демографічна структура станом на 31 березня 2011 року:
|          | Загалом | Допрацездатний вік | Працездатний вік | Постпрацездатний вік |
| -------- | ------- | ------------------ | ---------------- | -------------------- |
| Чоловіки | 240     | 59                 | 161              | 20                   |
| Жінки    | 259     | 56                 | 152              | 51                   |
| Разом    | 499     | 115                | 313              | 71                   |